# Shishintonil
Shishintonil es una localidad del estado mexicano de Chiapas. Es parte del municipio de Tenejapa.

## Demografía
| Gráfica de evolución demográfica |
|                                  |

| Censo | Población |
| ----- | --------- |
| 1930  | 80        |
| 1940  | 107       |
| 1950  | 171       |
| 1960  | —         |
| 1970  | 307       |
| 1980  | 518       |
| 1990  | 673       |
| 2000  | 836       |
| 2010  | 999       |
| 2020  | 1 535     |